# Goro Yamada
Goro Yamada (山田 午郎, Yamada Goro, Fukushima, 3 maart 1894 - Tokio, 9 maart 1958) was een Japans voetballer die als middenvelder. In 1925 was hij bondscoach van het Japans voetbalelftal.

## Clubcarrière
Goro Yamada speelde voor Tokyo Shukyu-Dan.

## Trainerscarrière
Goro Yamada was coach van het Japan op het Spelen van het Verre Oosten in 1925.

### Statistieken
| Datum      | Wedstrijd          | Uitslag | Competitie                  |
| ---------- | ------------------ | ------- | --------------------------- |
| 17.05.1925 | Japan − Filipijnen | 0 − 4   | Spelen van het Verre Oosten |
| 20.05.1925 | Japan − China      | 0 − 2   | Spelen van het Verre Oosten |